# أولاد ناصر (مصر)
قرية أولاد ناصر هي إحدى القرى التابعة لمركز المنزلة في محافظة الدقهلية في جمهورية مصر العربية. حسب إحصاءات سنة 2006، بلغ إجمالي السكان في أولاد ناصر 1511 نسمة، منهم 785 رجل و726 امرأة.